# Namco Museum 64
Namco Museum 64 is een compilatiespel voor het platform Nintendo 64. Het pakket bevat de spellen:
- Pac-Man (1980)
- Ms Pac-Man (1982)
- Dig Dug (1982)
- Pole Position (1982)
- Galaga (1981)
- Galaxian (1979)

Het pakket is een combinatie van drie spellen van Namco Museum Volume 1 en drie spellen van Namco Museum Volume 3.

## Ontvangst
| Beoordeeld door    | Platform    | Datum            | Score |
| ------------------ | ----------- | ---------------- | ----- |
| Game Vortex        | Dreamcast   | 8 december 2002  | 80%   |
| Daily Radar        | Nintendo 64 | 1999             | 75%   |
| GameSpot           | Nintendo 64 | 3 december 1999  | 74%   |
| Defunct Games      | Dreamcast   | 26 maart 2006    | 72%   |
| Total! (Duitsland) | Nintendo 64 | januari 2000     | 65%   |
| IGN                | Nintendo 64 | 1 december 1999  | 55%   |
| GameSpot           | Dreamcast   | 14 augustus 2000 | 54%   |
| Daily Radar        | Dreamcast   | 2000             | 50%   |
| IGN                | Dreamcast   | 15 augustus 2000 | 40%   |